# Pierre Abattucci
Pierre Abattucci (Molenbeek-Saint-Jean, 20 maggio 1871 – Ixelles, 20 dicembre 1942) è stato un pittore belga.

## Biografia
Studiò arti decorative e quindi completò la sua formazione all'Accademia reale di belle arti di Bruxelles, dove fu allievo di Joseph Stallaert e Jean-François Portaels. Passò molto tempo in Italia, tra Venezia, Firenze, Assisi e Roma. Fu insegnante dell'Accademia di belle arti di Molenbeek-Saint-Jean. Dipinse olii ed acquarelli, oltre che incidere stampe; i soggetti da lui più indagati furono paesaggi e ritratti.